# 자크 베케르
자크 베케르 (Jacques Becker, 1906년 9월 15일 - 1960년 2월 21일)는 프랑스의 각본가이자 영화 감독이었다.
베케르는 1930년대에 장 르누아르의 조감독으로 일했으며, 시골에서의 하루 (1936)와 위대한 환상 (1936) 등의 촬영에 참가했다. 제2차 세계대전 초반, 그는 1년간 독일측 포로로 잡혀 있었다. 그는 시대극 로맨스 황금 투구 (1952), 영향력 있는 갱스터 영화인 현금에 손대지 마라 (1954), 탈옥을 다룬 드라마인 구멍 (1960) 등을 감독했다. 그는 마르셀 카르네나 르누아르 같은 다른 감독들에 비해 국제적으로 덜 유명하지만, 그럼에도 베케르는 가장 중요한 프랑스 감독 가운데 하나로 여겨지며, 그의 작품인 황금 투구는 영화 평론가들에게 널리 호평받는다.

## 개인적 생애
베케르는 파리에서 상류층 집안의 자제로 태어났다. 그의 아버지인 루이 베케르는 풀멘 배터리의 이사였고, 그의 아일랜드인 어머니인 마거릿 번스는 의류 가게를 경영했다.
베케르는 1957년 여배우 프랑수아즈 파비앙과 결혼하였으며, 그의 아들인 장 베케르 역시 영화 감독이 되었다. 그의 아내와 아들은 같은 날 태어났다 (5월 10일).

## 죽음
베케르는 1960년 53세의 나이로 죽었으며, 파리 몽파르나스 묘지에 묻혔다.

## 작품들
- 1942 - 트럼프 카드 (The Trump Card / Dernier atout)
- 1943 - 여관에서 생긴 일 (It Happened at the Inn / Goupi Mains Rouges)
- 1945 - 팔발라스 (Paris Frills / Falbalas)
- 1947 - 앙투안과 앙투아네트 (Antoine and Antoinette / Antoine et Antoinette)
- 1949 - 7월의 랑데부 (Rendezvous in July / Rendez-vous de juillet)
- 1951 - 에두아르와 카롤린 (Edward and Caroline / Édouard et Caroline)
- 1952 - 황금 투구 (Casque d'or)
- 1953 - 에스트라파드 거리 (Rue de l'Estrapade)
- 1954 - 현금에 손대지 마라 (Touchez pas au grisbi)
- 1954 - 알리바바와 40인의 도적(영어판) (Ali Baba and the Forty Thieves / Ali Baba et les Quarante Voleurs)
- 1957 - 아르센 뤼팽의 모험 (The Adventures of Arsène Lupin / Les Aventures d'Arsène Lupin)
- 1958 - 몽파르나스의 연인들 (The Lovers of Montparnasse / Les Amants de Montparnasse)
- 1960 - 구멍 (Le Trou)